# فینال‌های ان‌بی‌ای ۱۹۶۷
سری فینال‌های قهرمانی جهان ان‌بی‌ای ۱۹۶۷ مرحلهٔ قهرمانی انجمن ملی بسکتبال (ان‌بی‌ای) در فصل ۶۷–۱۹۶۶ می‌باشد که در یک سری بهترین از هفت بین دو تیم فیلادلفیا سونتی‌سیکسرز به عنوان قهرمان کنفرانس شرق و سان فرانسیسکو واریرز به عنوان قهرمان کنفرانس غرب به انجام رسید. این نخستین سری فینال‌های ان‌بی‌ای بدون حضور بوستون سلتیکس پس از ۱۱ سال حضور مداوم این تیم بود که در رقابت پایانی کنفرانس شرق به سونتی‌سیکسرز باخته بود. این نخستین بار از سال ۱۹۵۸ و تنها بار در دههٔ ۱۹۶۰ بود که بوستون سلتیکس در فینال‌های ان‌بی‌ای به پیروزی نرسید.
فیلادلفیا در فصل عادی بسیار موفق عمل کرد و رکورد ۶۸–۱۳ را به ثبت رساند (بهترین عملکرد یک تیم در فصل عادی مسابقات ان‌بی‌ای تا آن زمان) با این وجود در دیدار نهایی بازی‌های سختی را برابر سان فرانسیسکو واریرز داشت و در نهایت توانست به سختی با نتیجهٔ ۴–۲ به پیروزی برسد.

## خلاصه سری
| بازی   | تاریخ    | تیم میزبان            | نتیجه          | تیم مهمان             |
| ------ | -------- | --------------------- | -------------- | --------------------- |
| بازی ۱ | ۱۴ آوریل | فیلادلفیا سونتی‌سیکسرز | ۱۴۱–۱۳۵* (۱–۰) | سان فرانسیسکو واریرز  |
| بازی ۲ | ۱۶ آوریل | فیلادلفیا سونتی‌سیکسرز | ۱۲۶–۹۵ (۲–۰)   | سان فرانسیسکو واریرز  |
| بازی ۳ | ۱۸ آوریل | سان فرانسیسکو واریرز  | ۱۳۰–۱۲۴ (۱–۲)  | فیلادلفیا سونتی‌سیکسرز |
| بازی ۴ | ۲۰ آوریل | سان فرانسیسکو واریرز  | ۱۰۸–۱۲۲ (۱–۳)  | فیلادلفیا سونتی‌سیکسرز |
| بازی ۵ | ۲۳ آوریل | فیلادلفیا سونتی‌سیکسرز | ۱۰۹–۱۱۷ (۳–۲)  | سان فرانسیسکو واریرز  |
| بازی ۶ | ۲۴ آوریل | سان فرانسیسکو واریرز  | ۱۲۲–۱۲۵ (۲–۴)  | فیلادلفیا سونتی‌سیکسرز |

سونتی‌سیکسرز برندهٔ سری ۴–۲

* نشان‌دهندهٔ وقت اضافه